# Craterostigmus
Craterostigmus es un gènere de quilòpodes, l'únic de la família Craterostigmidae i de l'ordre Craterostigmomorpha.

## Característiques
Els individus posseeixen 15 parells de potes, però a simple vista s'aprecien 21 tergites més una estructura terminal. Això causa que les tergites 3, 5, 7, 8, 10, i 12 es troben subdividits. El cap és més llarg que ample i les forcípules verinoses són fàcilment visibles des del dors. L'estructura terminal és estranya, i es desconeix la seva funció, consisteix en dues valves que es troben dorsalment fusionades, però que es troben longitudinalment al ventre.

## Taxonomia
El gènere Craterostigmus inclou dues espècies:
Ordre Craterostigmomorpha Pocock, 1902
Família Craterostigmidae Pocock, 1902
Craterostigmus Pocock, 1902
- Craterostigmus tasmanianus Pocock, 1902 - Tasmània.
- Craterostigmus crabilli Edgecombe & Giribert, 2008 - Nova Zelanda.